# Grand-Champ
Grand-Champ (bretonisch Gregam) ist eine französische Gemeinde mit 5859 Einwohnern (Stand: 1. Januar 2022) im Département Morbihan in der Region Bretagne. Sie gehört zum Arrondissement Vannes und zum Kanton Grand-Champ. Die Einwohner werden Grégamistes genannt.

## Geografie
Grand-Champ liegt 15 Kilometer nordwestlich von Vannes am Fluss Auray. Umgeben wird Grand-Champ von den Nachbargemeinden Moustoir-Ac im Norden, Colpo im Nordosten, Locmaria-Grand-Champ im Osten, Plescop im Süden, Plumergat im Südwesten und Westen sowie Brandivy im Nordwesten.
Durch die Gemeinde führt die frühere Route nationale 779 (heute: D379).

## Bevölkerungsentwicklung
| Jahr      | 1962 | 1968 | 1975 | 1982 | 1990 | 1999 | 2006 | 2011 | 2019 |
| Einwohner | 2556 | 2662 | 3052 | 3503 | 3897 | 4246 | 4691 | 5031 | 5552 |

## Sehenswürdigkeiten
- Kirche Saint-Tugdual
- Kapelle Saint-Yves in Grand-Champ
- Kapelle Sainte-Brigitte in der Ortschaft Loperhet (von 1560 bis 1588 erbaut), Monument historique seit 1936
- Kapelle Lopabu
- Kapelle Notre-Dame in der Ortschaft Burgo, erbaut im 15./16. Jahrhundert, teilweise nur noch als Ruine erhalten, seit 1931 Monument historique
- Kapelle Notre-Dame in Moustoir-des-Fleurs, Anfang des 15. Jahrhunderts erbaut
- Brunnen von Loperhet, Monument historique seit 1942
- Brunnen von Locméren aus dem 16. Jahrhundert, seit 1942 Monument historique
- Eisenkreuz in Moustoir-des-Fleurs, Monument historique seit 1927
- Großkreuz von Grand-Champ, Monument historique seit 1927
- Schloss Penhoët von 1756
- Schloss Rest aus dem 15. Jahrhundert
- Herrenhaus von Kerleguen aus dem Jahre 1427
- Herrenhaus von Kermainguy aus dem 15. Jahrhundert
- Quellen von Locméren|Kirche Saint-Tugdual

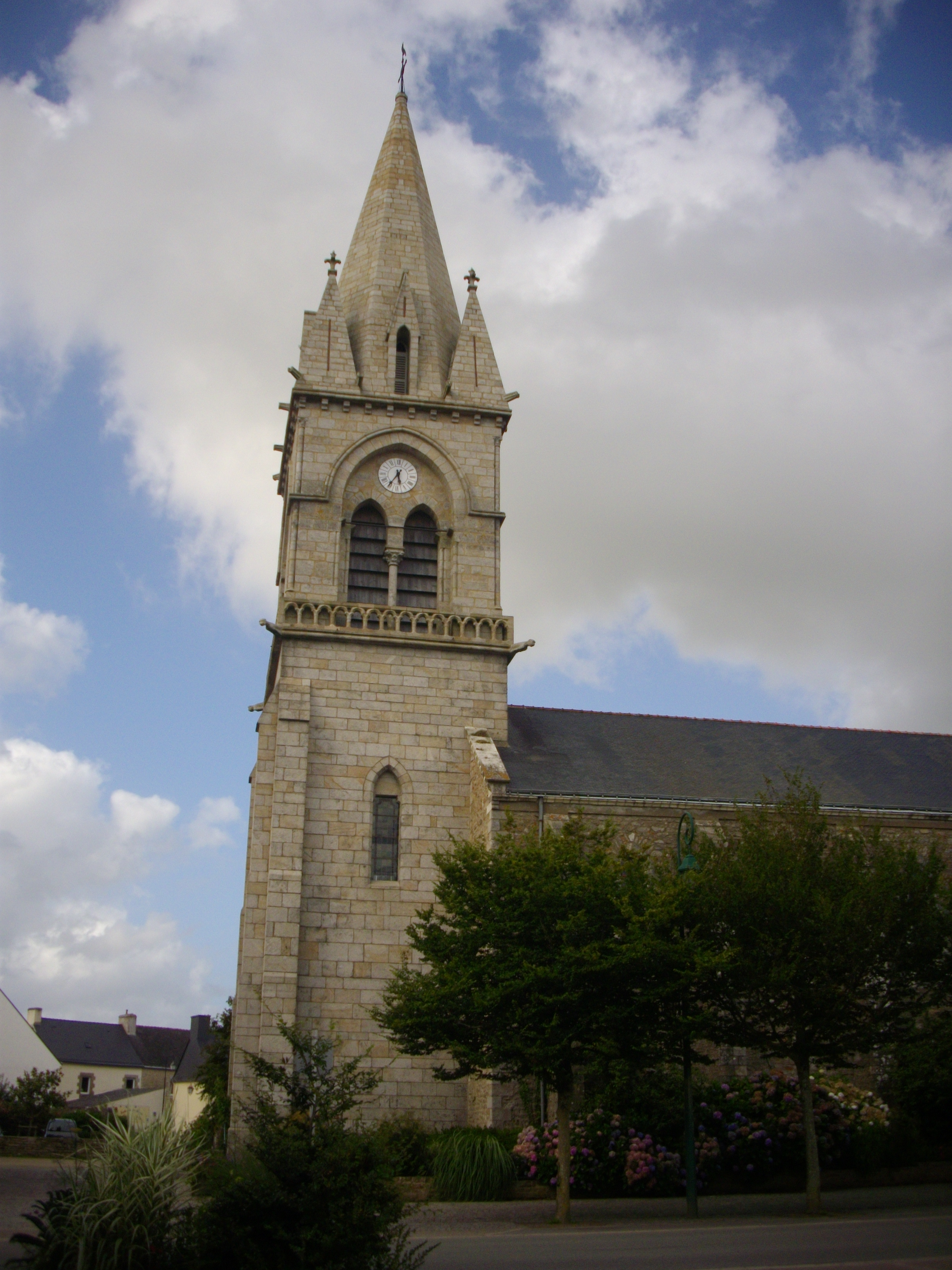
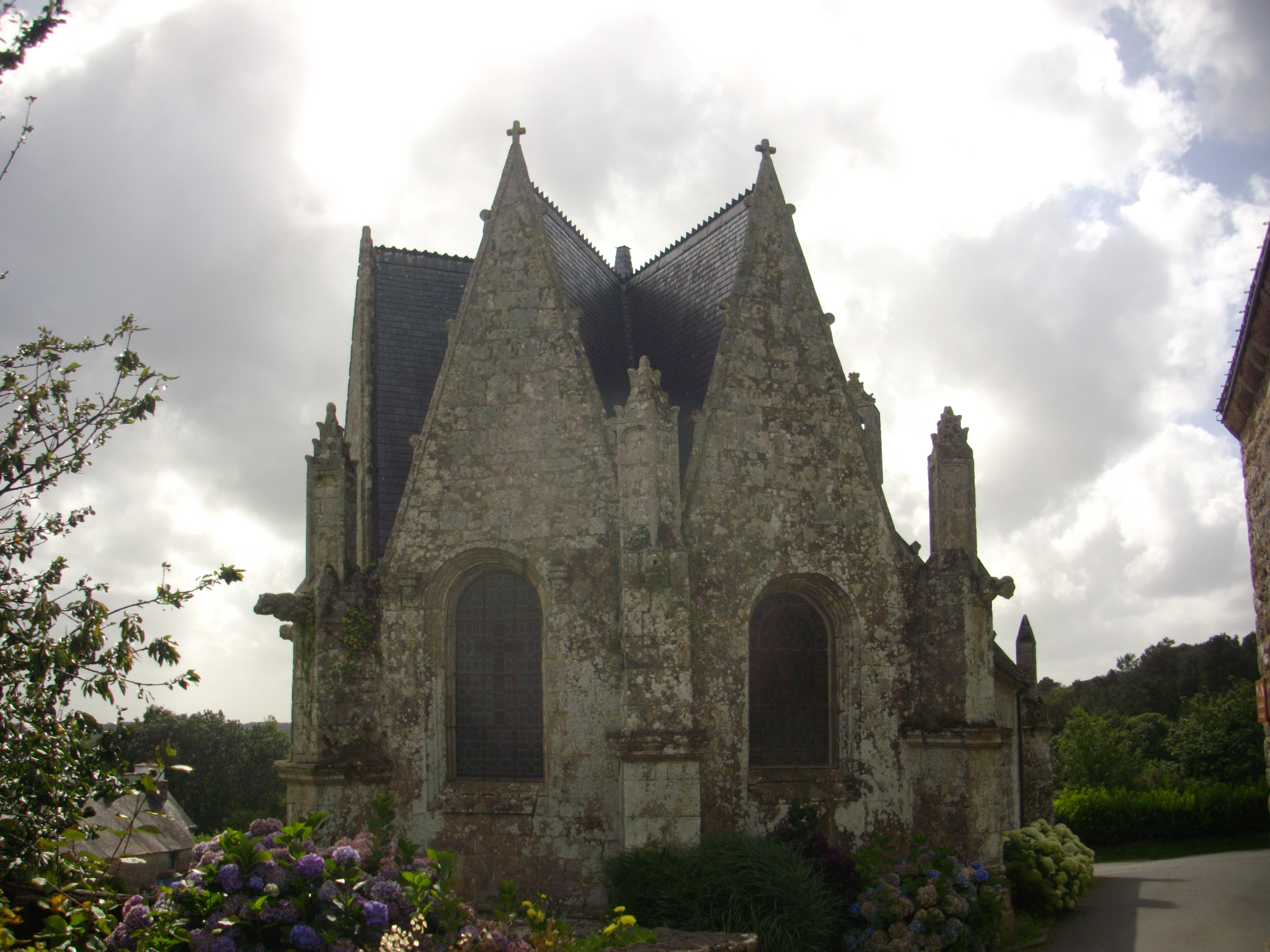
Kapelle Sainte-Brigitte in Loperhet